# Fonte di santa Winfreda

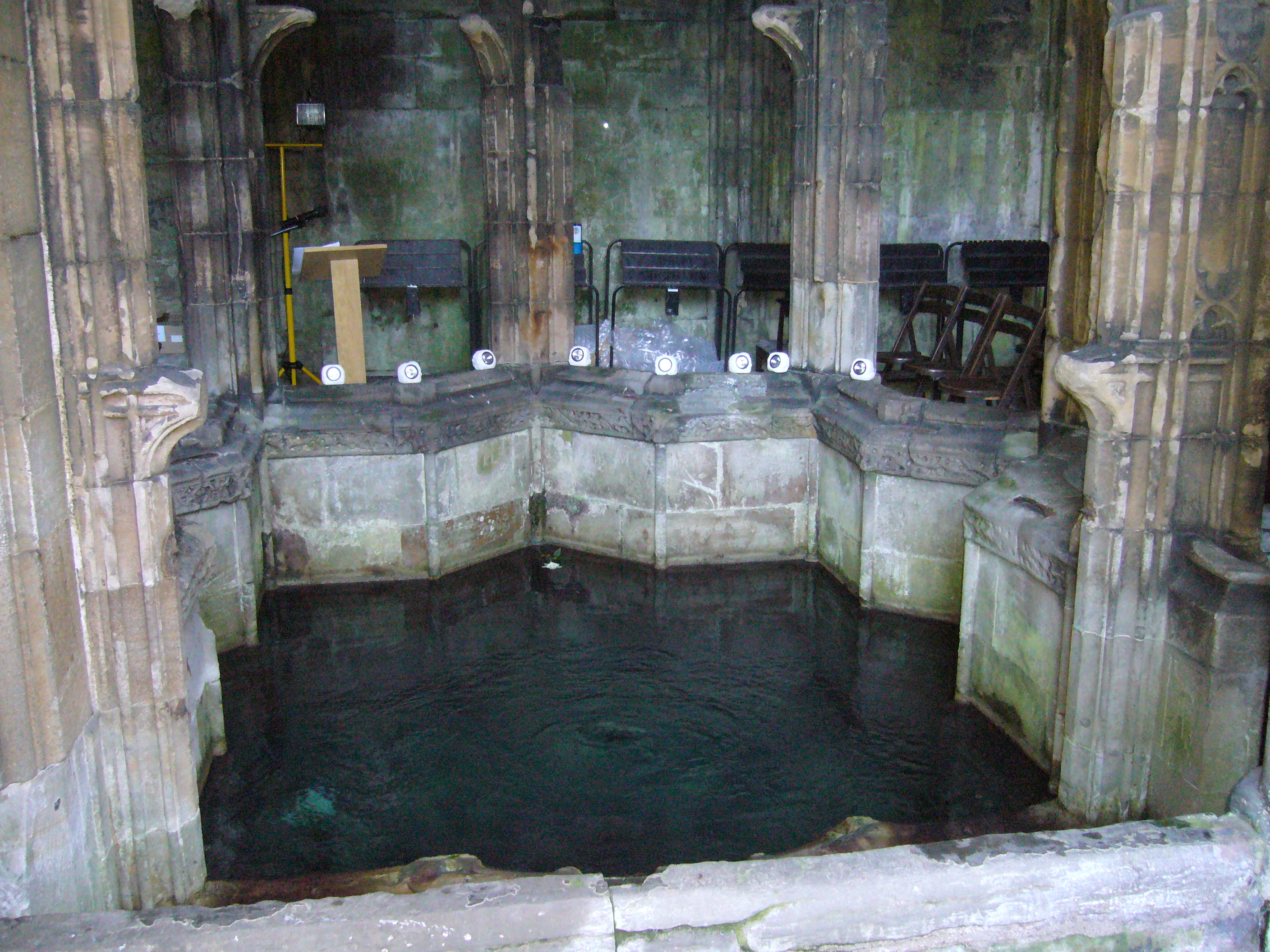
La fonte di santa Winfreda

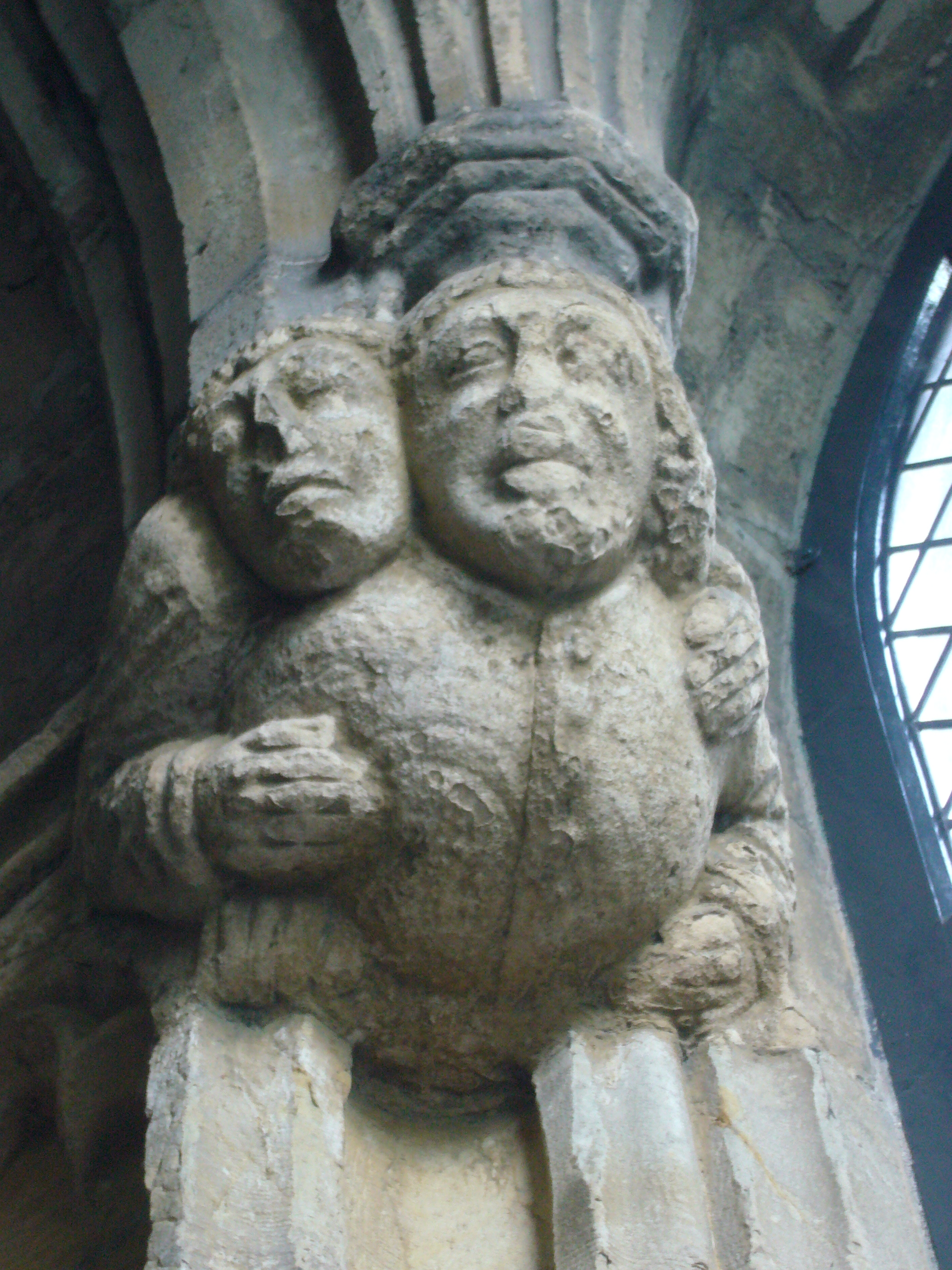
Una scultura del complesso architettonico

La fonte di santa Winfreda o sorgente di santa Winfreda (in inglese: Saint Winefride's Well o Saint Winifred's Well) è un luogo di pellegrinaggio del Galles settentrionale, situato nella cittadina di Holywell (che deve il suo nome proprio al luogo), nel Flintshire, e dedicato a Santa Winfreda del Galles.
Il sito, annoverato tra le "sette meraviglie del Galles", è menzionato come meta di pellegrinaggio sin dal 1115  e come tale rappresenta un qualcosa di unico in Gran Bretagna; il complesso architettonico realizzato attorno alla fonte risale invece al XV secolo.

## Descrizione
L'edificio realizzato attorno alla fonte si erge su una collinetta ed è costituito da due piani.
La sorgente sgorga da una vasca a forma di stella a otto punte troncata e scorre fino ad una piscinetta moderna. La vasca è circondata da una struttura a colonne.
|  |

## Storia
Secondo la leggenda, la fonte sarebbe sgorgata dopo che il principe Caradog tagliò la testa a Winfreda. La testa mozzata sarebbe poi stata rinvenuta vicino alla fonte da Beuno, lo zio di Winfreda, che grazie proprio alle preghiere di quest'ultimo, sarebbe stata poi riportata in vita. In seguito, Winfreda sarebbe vissuta altri 22 anni, dedicando la propria vita a Dio.
Nel XII secolo si hanno notizie di guarigioni grazie a bagni nella fonte e dal 1115 il sito è menzionato come meta di pellegrinaggio.
Nel 1240, fu acquisito dalla Basingwerk Abbey, che ne rimase proprietaria fino all'epoca della dissoluzione dei monasteri.
Nel corso del XV secolo, il luogo fu visitato da alcuni re prima di alcune vittoriose battaglie, segnatamente da Enrico V d'Inghilterra nel 1415, da Enrico VI d'Inghilterra nel 1461 e da Enrico VII d'Inghilterra nel 1485.
Sempre nel XV secolo, fu costruito il complesso architettonico che circonda la fonte, probabilmente per volere di Margherita Beaufort, madre di Enrico VII, che avrebbe fatto sostituire un edificio preesistente. Per la costruzione furono probabilmente impiegati muratori di corte.